# Randament termic
În termodinamică randamentul termic ({\displaystyle \eta _{t}}) este o mărime adimensională, măsură a performanței unui ciclu termodinamic după care lucrează mașinile termice motoare, cum ar fi un motor cu ardere internă sau externă, turbomotoarele, termocentralele echipate cu turbine cu abur sau locomotivele cu abur acționate de motoare cu abur. Randamentul termic este raportul dintre lucrul mecanic produs de ciclul termodinamic respectiv (lucrul mecanic ciclic, {\displaystyle L}) și căldura intrată în acel ciclu, {\displaystyle Q}:
{\displaystyle \eta _{t}={\frac {L}{Q}}}
Pentru mașinile termice generatoare, cum ar fi compresoarele, mașinile frigorifice (frigidere, congelatoare), pompele de căldură și instalațiile de climatizare, care funcționează după un ciclu termodinamic inversat, și la care raportul dintre puterea utilă, {\displaystyle P_{u}} și cea consumată (intrată), {\displaystyle P_{in}} poate fi supraunitar, se folosește termenul de eficiență termică, {\displaystyle \epsilon _{t}}:
{\displaystyle \epsilon _{t}={\frac {P_{u}}{P_{in}}}}
La cazane expresia randament termic brut, deși reprezintă și ea un raport între o mărime utilă și una de intrare, acestea nu sunt globale, ca urmare definiția noțiunii este una aparte, iar valoarea, deși de obicei este subunitară, în anumite condiții poate fi ușor supraunitară. De fapt este tot o „eficiență”.
Și la alte echipamente termice, cum ar fi cuptoarele, schimbătoarele de căldură sau aparatele cu jet (ejectoare), se poate vorbi despre diferite „eficiențe” (termică, hidrodinamică), dar aceste noțiuni nu sunt de tip „randament”.

## Descriere
În general, randamentul conversiei energiei este raportul dintre energia utilă (la ieșire) a unui dispozitiv și cea intrată. Pentru randamentul termic, intrarea în dispozitiv este căldura {\displaystyle Q}, (la motoare conținutul de căldură al unui combustibil care este consumat). Ieșirea dorită este lucrul mecanic, {\displaystyle L} sau căldura evacuată {\displaystyle Q_{0}} sau, eventual, ambele. Deoarece căldura de intrare are în mod normal un cost financiar real, o definiție generică a randamentului termic este
{\displaystyle \eta _{t}\equiv {\frac {\text{beneficiu}}{\text{cost}}}}
Din principiul întâi al termodinamicii, energia ieșită nu poate fi mai mare decât cea intrată, iar din principiul al doilea al termodinamicii nu poate fi egală într-un proces care nu este unul ideal, deci
{\displaystyle 0\leq \eta _{t}<1}
Exprimat în procente, randamentul termic trebuie să fie între 0 % și 100 %. De fapt, randamentul trebuie să fie mai mic de 100 % deoarece există pierderi, de exemplu prin frecare, și pierderi care transformă energia în forme alternative. De exemplu, un motor obișnuit de automobil pe benzină funcționează cu un randament efectiv (la cuplă) sub 25 %, iar o termocentrală mare care arde cărbune atinge randamente termice de aproximativ 46 %. Chiar și la motoarele relativ mici, cum sunt cele de la mașinile de Formula 1, se pot obține randamente termice relativ bune (însă renunțând la durabilitate), cu un vârf de aproximativ 45–50 %. Cel mai mare motor diesel din lume, motorul naval Wärtsilä-Sulzer RTA96-C, atinge randamentul termic de 51,7 %. La o termocentrală cu ciclu combinat randamentul său termic se apropie de 60 %.

## Mașini termice motoare

Schema unui proces termic care funcționează după un ciclu termodinamic direct

Mașinile termice motoare funcționează după un ciclu termodinamic direct, la care parcurgerea diagramei ciclului se face în sens orar. Aceste mașini transformă energia termică (căldura) {\displaystyle Q} în energie mecanică sau lucru mecanic, {\displaystyle L}. Chiar și în condiții ideale, de exemplu dacă ar funcționa după ciclul Carnot, ele pot face această transformare doar parțial, așa că o parte din energia termică de intrare (provenită de la sursa caldă) nu este convertită în lucru mecanic, ci este evacuată sub formă de căldură, {\displaystyle Q_{0}} în sursa rece, adică în împrejurimi:
{\displaystyle Q=L+|Q_{0}|}
Randamentul termic al unui astfel de ciclu (intuitiv al unui motor) este procentul de energie termică intrată în ciclu care este transformată în lucru mecanic. Randamentul termic al ciclului este definit drept
{\displaystyle \eta _{t}\equiv {\frac {L}{Q}}={\frac {Q-|Q_{0}|}{Q}}=1-{\frac {|Q_{0}|}{Q}}}
Randamentul termic chiar și al celor mai bune motoare termice este scăzut, de obicei sub 50 % și adesea mult mai mic. Energia evacuată în mediu de motoarele termice este o risipă majoră de resurse energetice. Deoarece o mare parte din combustibilii produși la nivel mondial sunt destinate acționării motoarelor termice, mult peste jumătate din energia combustibililor este irosită. Doar cogenerarea modernă, ciclul combinat și schemele de reciclare a energiei încep să folosească căldura evacuată, dar în alte procese decât cel al mașinii care a evacuat-o. Această situație poate fi atribuită la trei cauze. Există o limită teoretică generală a randamentului oricărui motor termic dată de temperatură, numit randament Carnot. În al doilea rând, anumite tipuri de motoare au randamente și mai scăzute datorită ireversibilității inerente ciclului după care funcționează. În al treilea rând, comportamentul neideal al motoarelor reale, cum ar fi pierderile mecanice prin frecare și arderea imperfectă provoacă pierderi suplimentare, adică scăderea randamentului efectiv al motorului.

### Randamentul Carnot
Principiul al doilea al termodinamicii stabilește o limită fundamentală asupra randamentului termic al tuturor motoarelor termice. Chiar și un motor ideal, fără frecare, nu poate converti 100 % din căldura introdusă în lucru mecanic. Factorii limitatori sunt temperatura la care căldura intră în ciclul motorului, {\displaystyle T} și temperatura mediului, în care motorul evacuează căldură, {\displaystyle T_{0},} măsurată pe o scară absolută, cum ar fi scara Kelvin. Din teorema lui Carnot, pentru orice motor care funcționează între aceste două temperaturi randamentul termic este:
{\displaystyle \eta _{t}\leq 1-{\frac {T_{0}}{T}}}
Această valoare limită se numește randamentul ciclului Carnot deoarece este randamentul unui ciclu motor reversibil ideal, de neatins, numit ciclul Carnot. Niciun dispozitiv care convertește căldura în energie mecanică, indiferent de construcția sa, nu poate depăși acest randament.
Exemple de {\displaystyle T} sunt temperatura aburului viu care intră în turbina cu abur a unei termocentrale sau temperatura la care arde combustibilul într-un motor cu ardere internă. {\displaystyle T_{0}} este de obicei temperatura ambiantă în care se află motorul sau temperatura unui lac sau râu în care este evacuată căldura din ciclul termocentralei. De exemplu, dacă un motor de automobil arde benzină la o temperatură de {\displaystyle T=1100\,{\text{K}}} iar temperatura mediului ambiant este {\displaystyle T_{0}=300\,{\text{K}}}, atunci randamentul termic maxim posibil este:
{\displaystyle \eta _{t}\leq 1-{\frac {300}{1100}}\approx 0,727\approx 73\,\%}
Se poate observa că deoarece {\displaystyle T_{0}} este fixată de mediu, singura modalitate prin care un proiectant poate crește randamentul Carnot a unui motor este să crească temperatura  {\displaystyle T} la care se introduce căldura în motor. Randamentul motoarelor termice obișnuite crește odată cu temperatura de funcționare, dar la motoarele reale temperatura uleiului de ungere de pe peretele cilindrului limitează temperatura gazelor de ardere.
Din cauza altor efecte, detaliate mai jos, motoarele practice au randamente mult sub limita Carnot. De exemplu, motorul mediu al automobilului are un randament maxim sub 35 %.
Teorema lui Carnot se aplică doar ciclurilor termodinamice, în care energia termică este convertită în lucru mecanic. Dispozitivele care convertesc energia chimică a unui combustibil direct în electricitate, cum ar fi pilele de combustie, pot depăși randamentul Carnot.

### Randamentul termic al ciclurilor motoarelor termice
Ciclul Carnot este reversibil, ca urmare reprezintă limita superioară a randamentului unui ciclu termodinamic după care funcționează un motor. Ciclurile practice ale motoarelor sunt ireversibile, prin urmare au un randament inerent mai mic decât randamentul Carnot atunci când lucrează între aceleași temperaturi {\displaystyle T} și {\displaystyle T_{0}}. Unul dintre factorii care determină randamentul este modul în care căldura este furnizată în ciclu fluidului de lucru și cum este evacuată. Ciclul Carnot atinge randamentul maxim deoarece toată căldura este furnizată fluidului de lucru la temperatura maximă {\displaystyle T} și evacuată la temperatura minimă {\displaystyle T_{0}}. Însă într-un motor cu ardere internă temperatura la care începe arderea (introducerea căldurii) nu este temperatura maximă, deoarece aceasta este atinsă doar pe măsură ce arde tot combustibilul, deci temperatura medie la care se introduce căldura este mai mica decât cea maximă, reducând randamentul.
Un parametru important în expresia randamentului termic al motoarelor cu ardere internă este exponentul adiabatic al amestecului aer-combustibil, {\displaystyle \gamma .} Aceasta variază în funcție de compozițiile amestecului carburant, respectiv a gazelor de ardere, dar este în general aproape de valoarea pentru aer, de 1,4. Această valoare standard este utilizată în ecuațiile ciclului motor de mai jos, iar când se face această aproximare, ciclul se numește „ciclu standard cu aer”.
- Ciclul Otto. Este ciclul care aproximează uzual motoarele cu aprindere prin scânteie (motoarele pe benzină, GPL sau hidrogen). Randamentul său termic teoretic depinde de raportul de comprimare {\displaystyle r} al motorului (în documentația în limba română se folosește simbolul {\displaystyle \epsilon ,}[11][12][13][14] dar pentru a evita confuzia cu eficiența, în articolul de față se va folosi simbolul {\displaystyle r}) și de exponentul adiabatic {\displaystyle \gamma } al gazului din camera de ardere.[15][16]

{\displaystyle \eta _{t}=1-{\frac {1}{r^{\gamma -1}}}}
Astfel, randamentul crește odată cu raportul de comprimare. Însă raportul de comprimare al motoarelor cu ciclu Otto este limitat de necesitatea de a preveni detonația. Motoarele moderne au rapoarte de comprimare de 8 până la 11, rezultând randamente ideale ale ciclului de 56–61 %.
- Ciclul Diesel. Este ciclul care aproximează uzual motoarele cu aprindere prin comprimare lente (motoarele navale, funcționând cu combustibil mai greu ca motorina). Randamentul ciclului Diesel depinde de {\displaystyle r} și {\displaystyle \gamma ,} similar cu ciclul Otto, precum și de raportul de destindere prealabilă,[17] {\displaystyle \varphi ,} care este raportul dintre volumul cilindrului la sfârșitul și la începutul procesului de ardere:[18][19]

{\displaystyle \eta _{t}=1-{\frac {r^{\varphi ^{\gamma }-1}}{\gamma r^{\gamma -1}(\varphi -1)}}}
Randamentul termic al ciclului Diesel este mai mic decât randamentul termic al ciclului Otto lucrând cu același raport de comprimare, însă motoarele Diesel au randamente termice cu 30–35 % mai mari ca motoarele pe benzină. Acest lucru se datorează faptului că, deoarece combustibilul nu este introdus în camera de ardere până în momentul aprinderii, raportul de comprimare nu este limitat de necesitatea de a evita detonația, ca urmare se pot folosi rapoarte de comprimare mai mari decât la motoarele cu aprindere prin scânteie.
- Ciclul Clausius-Rankine. Este ciclul termocentralelor echipate cu turbine cu abur. Majoritatea energiei electrice din lume este produsă pe baza acestui ciclu. Deoarece în timpul ciclului fluidul de lucru al ciclului, apa, se vaporizează și apoi se condensează înapoi, randamentul lor depinde de proprietățile termodinamice ale apei. Randamentul termic al termocentralelor moderne cu cicluri cu supraîncălzirea aburului poate ajunge la 47 %, iar în instalațiile cu ciclu combinat, în care o turbină cu abur este alimentată de căldura evacuată de la o turbină cu gaze, randamentul se poate apropia de 60 %.[8]

- Ciclul Brayton, Este ciclul motoarelor cu reacție și al turbinelor cu gaze fără recuperator de căldură. Este alcătuit dintr-un compresor care crește presiunea aerului cu raportul de comprimare {\displaystyle r}, apoi combustibilul este adăugat continuu și ars, iar gazele fierbinți se destind într-o turbină. Randamentul termic al ciclului este:[8]

{\displaystyle \eta _{t}=1-r^{\frac {1-\gamma }{\gamma }}}
Pentru un raport de comprimare uzual {\displaystyle r=15,} randamentul teoretic este de 54 %.

### Pierderi
Nu trebuie confundat randamentul termic cu alte randamente care sunt folosite atunci când se discută despre mașinile termice motoare. Formulele de randament de mai sus se bazează pe modele matematice idealizate simple ale motoarelor, fără frecare și cu fluide de lucru care se supun unor reguli termodinamice simple numite legea gazelor ideale. Motoarele reale au multe abateri de la comportamentul ideal, abateri care disipă energie, reducând randamentele reale mult sub valorile teoretice de mai sus. Exemple de astfel de abateri provin din:
- frecarea părților în mișcare,
- arderea imperfectă,
- pierderile de căldură din camera de ardere și cilindru,
- abaterile fluidului de lucru de la proprietățile termodinamice ale gazelor ideale,
- pierderile gazodinamice ale aerului și gazelor de ardere prin sistemele de admisiune și evacuare,
- consumul de putere al echipamentelor auxiliare cum ar fi pompele de ulei și de apă,
- randamentele interioare ale compresoarelor și ale turbinelor,
- distribuția imperfectă (prin supape, ferestre, sertare),

Acești factori se iau în considerare atunci când se analizează randamentul efectiv al mașinilor termice motoare, dar acest randament nu face obiectul acestui articol.

## Cazane și generatoare de abur
La cazane și la generatoarele de abur energia utilă, {\displaystyle Q_{u},} este fluxul de căldură preluat de apa fierbinte, respectiv de abur, iar căldura intrată este energiile chimică și fizică a combustibilului și energia fizică a aerului necesar arderii. Însă criteriul de eficiență, randamentul termic brut, este un raport unde la numitor apare doar energia chimică a combustibilului, sub forma puterii calorifice, care poate fi cea inferioară, {\displaystyle Q_{i},}, sau cea superioară, {\displaystyle Q_{s}.} Conform recomandării ISO/R 889, deoarece cuantumul energiilor fizice ale combustibilului, {\displaystyle Q_{c},} și aerului necesar arderii, {\displaystyle Q_{a},} sunt relativ mici, acestea, în loc să fie sumate la numitorul raportului, sunt scăzute de la numărător. Cu acest artificiu, expresia randamentului termic brut este:
{\displaystyle \eta _{tb}={\frac {Q_{u}-Q_{c}-Q_{a}}{B\,Q_{i}}}}
unde {\displaystyle B} este fluxul net („de calcul”) de combustibil. De fapt, randamentul termic brut reflectă eficiența folosirii combustibilului.
La instalațiile moderne expresia {\displaystyle \eta _{tb}} poate lua valori puțin mai mari decât 1 (adică puțin peste 100 %), ceea ce este derutant. Confuzia este exploatată de marketing, care oferă centrale de încălzire „cu randament peste 100 %”. Pentru a evita asta, actual se recomandă folosirea valorii {\displaystyle Q_{s}} în loc de {\displaystyle Q_{i}.} {\displaystyle Q_{s}} fiind cu c. 10 % mai mare decât {\displaystyle Q_{i},} este exclus ca valoarea expresiei {\displaystyle \eta _{tb}} să fie mai mare decât 1.

## Mașini termice generatoare
Aceste mașini termice funcționează după un ciclu termodinamic inversat, în care parcurgerea diagramei ciclului se face în sens antiorar, iar direcția săgeților din figura de la secțiunea de mașini termice motoare este inversată. Din această categorie fac parte compresoarele, mașinile frigorifice, pompele de căldură și instalațiile de climatizare. Dacă la mașinile termice motoare partea de beneficiu era lucrul mecanic, iar cea de cost căldura, iar raportul beneficiu/cost era întotdeauna subunitar, la ciclurile inversate partea de beneficiu este o putere de la ieșire, iar cea de cost o putere de la intrare. Întrucât puterea de la ieșire poate fi mai mare decât cea de la intrare, noțiunea de randament termic nu se folosește, deoarece este ambiguă. În locul ei se folosește noțiunea de eficiență termică, notată cu {\displaystyle \epsilon _{t},} a cărei definiție este analoagă randamentului termic:
{\displaystyle \epsilon _{t}={\frac {P_{u}}{P_{in}}}}

### Compresoare
Compresoarele sunt mașini termice care transformă lucrul mecanic furnizat de sistemele de acționare în energie internă a gazelor comprimate, energie care crește odată cu presiunea lor. În timpul comprimării crește și temperatura lor. Ca urmare, partea de „beneficiu” este căldura evacuată din ciclu (la rezervorul „cald”), {\displaystyle |Q|}, iar partea de „cost” este lucrul mecanic consumat, {\displaystyle |L|}. Eficiența termică a compresorului este:
{\displaystyle \epsilon _{t}={\frac {|Q|}{|L|}}}
Întrucât transformările din ciclu nu sunt izotermice, expresia eficienței nu se reduce la un raport de temperaturi.
Dacă gazele comprimate sunt utilizate imediat, de exemplu aerul comprimat în turbomotoare, căldura lor este folosită (este energie utilă), însă dacă gazele comprimate se răcesc, căldura degajată prin răcirea izobară este pierdută, fiind disipată în mediul ambiant. Însă această disipare, fiind ulterioară, nu afectează eficiența compresorului în sine.
Ca și la mașinile termice motoare, intervin diverse fenomene care determină pierderi, mărimea acestor pierderi fiind cuantificată de diverse randamente, cum ar fi randamentul mecanic, randamentul izotermic, randamentul izotermic indicat, randamentul adiabatic sau randamentul adiabatic indicat, însă acestea nu sunt randamente termice și nu fac obiectul articolului de față.

### Mașini frigorifice și pompe de căldură
Mașinile frigorifice (frigidere, congelatoare și instalații criogenice) și pompele de căldură folosesc lucrul mecanic pentru a muta căldura dintr-un loc mai rece într-un loc mai cald, așa că funcția lor este opusă celei a unui motor termic. Lucrul mecanic {\displaystyle |L|} care le acționează este convertit în căldură, iar suma acestei călduri și căldura preluată de la rezervorul rece, {\displaystyle Q_{0}}, este egală cu căldura totală, {\displaystyle |Q|,} cedată rezervorului cald:
{\displaystyle |Q|=Q_{0}+|L|}
Aceste mașini lucrează în cicluri cu vapori, în domeniul vaporilor umezi. Introducerea (absorbția) căldurii se face în procesul de vaporizare, iar evacuarea căldurii se face în procesul de condensare. Aceste procese sunt izotermice, ca urmare eficiența lor termică se poate exprima ca raport de temperaturi.
La mașinile frigorifice partea de „beneficiu” este căldura extrasă din rezervorul rece, {\displaystyle Q_{0},} iar partea de „cost” este lucrul mecanic consumat, {\displaystyle |L|.} Ca urmare, eficiența lor termică este:
{\displaystyle \epsilon _{t}={\frac {Q_{0}}{|L|}}={\frac {Q_{0}}{|Q|-Q_{0}}}={\frac {T_{0}}{T-T_{0}}}}
În cazul mașinilor frigorifice eficiența lor termică poate fi sub sau supraunitară, în funcție de valoarea raportului {\displaystyle T_{0}/(T-T_{0}).}
La pompele de căldură partea de „beneficiu” este căldura cedată rezervorului cald, {\displaystyle |Q|,} iar partea de „cost” este lucrul mecanic consumat, {\displaystyle |L|.} Ca urmare, eficiența lor termică este:
{\displaystyle \epsilon _{t}={\frac {|Q|}{|L|}}=1+{\frac {Q_{0}}{|L|}}={\frac {T}{T-T_{0}}}}
În cazul pompelor de căldură eficiența lor termică este întotdeauna supraunitară.

### Instalații de climatizare
În funcție de regimul solicitat, o instalație de climatizare poate lucra ca instalație frigorifică, care răcește spațiul în care lucrează, sau ca pompă de căldură, încălzind acest spațiu. Deoarece eficiența ca mașină frigorifică este mai mică ca cea pentru pompă de căldură, pentru aceeași sarcină termică consumul de lucru mecanic al compresorului, practic consumul de energie electrică al motorului care îl antrenează, este mai mare la răcire decât la încălzire. Pentru o instalație de climatizare a unei camere, consumul maxim la încălzire este de c. 2 kW, în timp ce pentru răcire este de c. 5 kW.

## Schimbătoare de căldură
Deoarece schimbătoarele de căldură nu lucrează după un ciclu termodinamic (nu intervine lucrul mecanic), ele nu au nici randament termic, nici eficiență termică în sensul articolului de față. Expresia „eficiență” care apare în teoria schimbătoarelor de căldură are cu totul alt sens, fiind raportul a două diferențe de temperaturi (v. articolul principal).
Desigur că și în cazul lor se poate vorbi de perfecțiune termodinamică, pe bază de considerente exergetice, dar nu prin compararea „eficienței” lor cu cea a mașinilor termice.